# Protocol inzake de voorbereiding op, de bestrijding van en de samenwerking bij voorvallen van verontreiniging door gevaarlijke en schadelijke stoffen
Het Protocol inzake de voorbereiding op, de bestrijding van en de samenwerking bij voorvallen van verontreiniging door gevaarlijke en schadelijke stoffen (Protocol on Preparedness, Response and Co-operation to Pollution Incidents by Hazardous and Noxious Substances, OPRC-HNS-protocol) is een internationaal verdrag uit 1990 van de Internationale Maritieme Organisatie dat handelt over de maatregelen bij vervuiling door gevaarlijke en schadelijke stoffen (Hazardous and Noxious Substances, HNS). Het volgt daarbij het regime zoals dat is vastgesteld door het OPRC-verdrag dat handelt over olievervuiling. De definitie van HNS in dit protocol verschilt overigens aanmerkelijk van die in het HNS-verdrag.